# TYCOON
『TYCOON』（タイクーン）は、UVERworldの9枚目のオリジナル・アルバム。2017年8月2日にgr8!recordsから発売された。

## 背景とリリース
前作『0̸ CHOIR』からおよそ3年1ヶ月ぶりのアルバム。
収録時間は彼らのオリジナルアルバムの中で最長となる78分59秒。当初は、新曲を20曲ほど収録する予定だったが、収録可能時間を超える約90分となってしまった。そこで、シングルのカップリングへ収めるなど81分まで削り、さらに収録楽曲の諸所をカットし78分59秒に収めている。50曲以上の楽曲を本作のために制作した。
発売日当日、iTunesランキングにて第1位、またオリコンデイリーランキングでも2日目以降から1位を獲得。初動は82,153枚を売り上げ初登場2位を獲得。
オリコンの週間チャートでは発売2週目に5位、3週目は7位に登場しアルバム部門としては初の3週連続トップ10入りを記録した。また、売り上げも前作を若干上回っている。
アルバムタイトルである「TYCOON」は、大物・巨頭・将軍などの意味を持つ。TAKUYA∞はこれまでのアルバムを大幅に超えたと自負しており、前作から期間は空いたが、妥協せず自分たちが満足できる作品を作れたことから、自信を持ってこのタイトルを付けたと述べている。TAKUYA∞は気になる言葉を忘れぬよう、かねてから作詞ノートや携帯電話にメモしており、「TYCOON」はすでに記録されていたが、これまで使う機会がなかったという。
2015年1月ごろからアルバム制作に入ったが、作品へのこだわりなどから制作は長期化し、その間にシングルを5枚リリースしている。
彼らのオリジナルアルバムでは最多となる、リリース済み楽曲が9曲（全18曲）収録された。また、「I LOVE THE WORLD」以外のシングル楽曲はすべてアルバムバージョンである。「LONE WOLF」「終焉」「ほんの少し」は「UVERworld ARENA TOUR 2016」にてすでに披露されていた。
初回生産限定盤には男祭り（2017年2月 さいたまスーパーアリーナ）とPREMIUM LIVE on Xmas（2015年12月 日本武道館）からライブ音源11曲を収録。そのほか、スリーブケース・フォトブックが付属した。
なお、ブックレットの写真はTAKUYA∞の撮影によるもの。
本作の初回生産限定盤にはDVDが付属せず、前述したライブ音源のみである。DVDの付属なしは、1stアルバム『Timeless』以来となった。

## 収録内容
| 全作詞: TAKUYA∞ (#1を除く)、全編曲: UVERworld & 平出悟。 |                                                    |                    |               |                  |      |
| #                                                        | タイトル                                           | 作詞               | 作曲          |                  | 時間 |
| 1.                                                       | 「TYCOON」                                         | TAKUYA∞ (#1を除く) | 彰            |                  | 1:10 |
| 2.                                                       | 「Q.E.D.」                                         | TAKUYA∞ (#1を除く) | TAKUYA∞       |                  | 3:42 |
| 3.                                                       | 「シリウス」                                       | TAKUYA∞ (#1を除く) | 彰, TAKUYA∞   |                  | 4:51 |
| 4.                                                       | 「SHOUT LOVE」                                     | TAKUYA∞ (#1を除く) | 克哉, TAKUYA∞ |                  | 4:44 |
| 5.                                                       | 「IDEAL REALITY」                                  | TAKUYA∞ (#1を除く) | UVERworld     |                  | 4:14 |
| 6.                                                       | 「LONE WOLF」                                      | TAKUYA∞ (#1を除く) | 彰, TAKUYA∞   |                  | 5:39 |
| 7.                                                       | 「DECIDED (album ver.)」                           | TAKUYA∞ (#1を除く) | TAKUYA∞       |                  | 4:41 |
| 8.                                                       | 「PRAYING RUN」                                    | TAKUYA∞ (#1を除く) | TAKUYA∞       |                  | 6:16 |
| 9.                                                       | 「ALL ALONE (album ver.)」                         | TAKUYA∞ (#1を除く) | TAKUYA∞       |                  | 5:43 |
| 10.                                                      | 「一滴の影響 (album ver.)」                        | TAKUYA∞ (#1を除く) | 彰, TAKUYA∞   |                  | 4:47 |
| 11.                                                      | 「ほんの少し」                                     | TAKUYA∞ (#1を除く) | TAKUYA∞       |                  | 5:29 |
| 12.                                                      | 「僕の言葉ではない これは僕達の言葉 (album ver.)」 | TAKUYA∞ (#1を除く) | TAKUYA∞       |                  | 4:06 |
| 13.                                                      | 「WE ARE GO (album ver.)」                         | TAKUYA∞ (#1を除く) | TAKUYA∞       |                  | 4:26 |
| 14.                                                      | 「Collide」                                        | TAKUYA∞ (#1を除く) | 彰, TAKUYA∞   |                  | 3:30 |
| 15.                                                      | 「奏全域」                                         | TAKUYA∞ (#1を除く) | 信人, TAKUYA∞ |                  | 3:28 |
| 16.                                                      | 「I LOVE THE WORLD」                               | TAKUYA∞ (#1を除く) | TAKUYA∞       |                  | 4:36 |
| 17.                                                      | 「エミュー」                                       | TAKUYA∞ (#1を除く) | TAKUYA∞       | 追加詞: 有坂美香 | 3:37 |
| 18.                                                      | 「終焉」                                           | TAKUYA∞ (#1を除く) | TAKUYA∞       |                  | 3:51 |
| 合計時間:                                                | 合計時間:                                          | 合計時間:          | 合計時間:     | 78:59            |      |

| #         | タイトル                                                                    | 作詞  | 作曲・編曲 | 時間 |
| --------- | --------------------------------------------------------------------------- | ----- | ---------- | ---- |
| 1.        | 「Collide」(UVERworld KING'S PARADE 2017 at Saitama Super Arena)            |       |            | 4:25 |
| 2.        | 「Fight For Liberty」(UVERworld KING'S PARADE 2017 at Saitama Super Arena)  |       |            | 4:32 |
| 3.        | 「一滴の影響」(UVERworld KING'S PARADE 2017 at Saitama Super Arena)         |       |            | 5:16 |
| 4.        | 「NO.1」(UVERworld KING'S PARADE 2017 at Saitama Super Arena)               |       |            | 5:16 |
| 5.        | 「PRAYING RUN」(UVERworld KING'S PARADE 2017 at Saitama Super Arena)        |       |            | 6:04 |
| 6.        | 「MONDO PIECE」(UVERworld KING'S PARADE 2017 at Saitama Super Arena)        |       |            | 6:33 |
| 7.        | 「CHANCE!04」(UVERworld PREMIUM LIVE on Xmas 2015 at Nippon Budokan)        |       |            | 5:21 |
| 8.        | 「I LOVE THE WORLD」(UVERworld PREMIUM LIVE on Xmas 2015 at Nippon Budokan) |       |            | 4:54 |
| 9.        | 「IMPACT」(UVERworld PREMIUM LIVE on Xmas 2015 at Nippon Budokan)           |       |            | 4:47 |
| 10.       | 「Ø choir」(UVERworld PREMIUM LIVE on Xmas 2015 at Nippon Budokan)          |       |            | 6:15 |
| 11.       | 「在るべき形」(UVERworld PREMIUM LIVE on Xmas 2015 at Nippon Budokan)       |       |            | 4:48 |
| 合計時間: | 合計時間:                                                                   | 58:11 |            |      |

## 楽曲解説
TYCOON
インストゥルメンタル。2016年ごろから新SEとして使用されていた。
初期タイトルは「AORI 1617」。
Q.E.D.
日本テレビ MIDNITEテレビシリーズ『グリム シーズン1』エンディングテーマ。
UVERworldのライブを観て憧れる人がいたら、もともとはその人たちとまったく同じ場所にいたことを歌いたかったとTAKUYA∞は述べている。近年、小学生の将来の夢にYouTuberがランクインし、ミュージシャンが挙がらない時代背景にも影響された楽曲である。「俺たちは今、めちゃくちゃ幸せだし、ミュージシャンってこんなに楽しいぞ、こんなに夢があるぞってことを歌っていきたいなって」と語った。
シリウス
地球上から見える星で太陽を除き最も明るいとされる恒星「シリウス」から名付けられた。TAKUYA∞の不祥事・熱愛スクープがともに12月だったためバンドにとって同月は鬼門とされていた。たくさんの人を悲しませたことを忘れぬよう、12月の冬の空で一番光っていた星の名前を名付けたと語っている。
SHOUT LOVE
愛する人への思いを込め、ファルセットのみで歌うことに挑戦した楽曲。アルバムの中で最後に制作された。
8月11日、日本テレビ系列「バズリズム」にて披露された。
8月16日、YouTubeにてMVを公開。UVERworld初となるスマホ対応の縦画面となった。インスタグラムにて、「タクヤさんにドライブ連れてってもらっちゃった☺️❣ #UVERworld #TAKUYA #ドライブ #🚗 #デート #💯」のコメントと共に期間限定で公開された。夜道を車で走りながら『SHOUT LOVE』を歌唱するTAKUYA∞を助手席から撮影したもの。ラストには撮影者と思しき女性の「撮ってまーす」の声にTAKUYA∞が笑顔で応える、というドライブデートを疑似体験できる内容。
IDEAL REALITY
タイトルの読みは「アイディアル リアリティ」、日本語に訳すと「理想的な現実」となる。2017年8月4日から開催されたツアー『UVERworld IDEAL REALITY TOUR』のタイトルに使用された。
LONE WOLF
デビュー後、東京での生活の中で絆を深めた親友へ向けた楽曲。
『UVERworld ARENA TOUR 2016』にてすでに披露されていた。仮タイトルは「音幹」。
DECIDED (album ver.)
31stシングル表題曲のアルバムバージョン。リミックスにより、ドラムと上物のバランスが変更されている。
映画「銀魂」主題歌。
PRAYING RUN
28thシングル『I LOVE THE WORLD』カップリング曲。
ALL ALONE (album ver.)
29thシングル表題曲のアルバムバージョン。アルバム収録時間に合わせ、アウトロがカットされた。
仮タイトルは「PROPER」「pertinence」。
オリジナル映像企画「1秒先 向かう者と ただ訪れる者-第一話-」テーマソング。
一滴の影響 (album ver.)
30thシングル表題曲のアルバムバージョン。MV同様、イントロにサックスが追加されたが、間奏のサックスは省かれている。
「青の祓魔師 京都不浄王篇」オープニング・テーマ。
ほんの少し
オリジナル映像企画「1秒先 向かう者と ただ訪れる者-第二話-」テーマソング。
2016年の2月あたりから存在した楽曲。『UVERworld ARENA TOUR 2016』にて披露されていた。
自身が亡くなったことを想定したTAKUYA∞が、実際に遺書を書いたときに生まれた楽曲。「（誰かが亡くなったときに）ちょっと強い俺が見送るよって気持ちの歌」と語っている。
僕の言葉ではない これは僕達の言葉 (album ver.)
27thシングル表題曲のアルバムバージョン。イントロが若干省略されている。
MBS/TBS系TVアニメ『アルスラーン戦記』オープニングテーマ。
WE ARE GO (album ver.)
29thシングル表題曲のアルバムバージョン。イントロがライブ風にアレンジされている。
テレビ東京系アニメ「パズドラクロス」オープニングテーマ。
仮タイトルは「We are」。
Collide
27thシングル『僕の言葉ではない これは僕達の言葉』カップリング曲。
映画『新宿スワン』挿入歌。
奏全域
EDM調の曲。
I LOVE THE WORLD
28thシングル表題曲。
オンラインRPG『ドラゴンネスト』テーマソング
仮タイトルは「MONSTER」。
エミュー
30thシングル『一滴の影響』カップリング曲。
映画『新宿スワン II』挿入歌。
終焉
『UVERworld ARENA TOUR 2016』にて披露されていた。
「ほんの少し」制作時に、浮かんだアイデアから生まれた楽曲。

## 参加ミュージシャン
UVERworld：Chorus (#12)
- TAKUYA∞：Vocal
- 克哉：Guitar
- 彰：Guitar
- 信人：Bass
- 真太郎：Drums
- 誠果：Sax

Support Musician
- 中西康晴：Piano (#3,5,8,12)
- 弦一徹：Violin (#6)
- Def Phoenix：Chorus (#1,4,7)
- B-Bandj：Chorus (#1,4,7)
- YAFUMI：Chorus (#12)
- 星☆拓也：Chorus (#12)
- 世田谷のりこ：Chorus (#12)
- James Norwood：Chorus (#13)
- 有坂美香：Femele vocal (#16,17)

## ツアー
本作を引っ提げたアリーナツアー『UVERworld TYCOON TOUR』が開催された。
| 日程               | 開場/開演   | 都道府県 | 会場                                             |
| ------------------ | ----------- | -------- | ------------------------------------------------ |
| 2017年11月2日(木)  | 17:30/18:30 | 兵庫県   | 神戸ワールド記念ホール                           |
| 2017年11月3日(金)  | 17:00/18:00 | 兵庫県   | 神戸ワールド記念ホール                           |
| 2017年11月11日(土) | 17:30/18:30 | 静岡県   | 静岡エコパアリーナ                               |
| 2017年11月12日(日) | 17:00/18:00 | 静岡県   | 静岡エコパアリーナ                               |
| 2017年11月22日(水) | 17:30/18:30 | 大阪府   | 大阪城ホール                                     |
| 2017年11月23日(木) | 17:00/18:00 | 大阪府   | 大阪城ホール                                     |
| 2017年12月5日(火)  | 17:30/18:30 | 新潟県   | 朱鷺メッセ・新潟コンベンションセンター           |
| 2017年12月6日(水)  | 17:30/18:30 | 新潟県   | 朱鷺メッセ・新潟コンベンションセンター           |
| 2017年12月13日(水) | 17:30/18:30 | 愛知県   | 日本ガイシホール                                 |
| 2017年12月14日(木) | 17:30/18:30 | 愛知県   | 日本ガイシホール                                 |
| 2017年12月16日(土) | 17:30/18:30 | 宮城県   | セキスイハイムスーパーアリーナ - グランディ・21  |
| 2017年11月12日(日) | 17:00/18:00 | 宮城県   | セキスイハイムスーパーアリーナ - グランディ・21  |
| 2017年12月20日(水) | 17:30/18:30 | 神奈川県 | 横浜アリーナ                                     |
| 2017年12月21日(木) | 17:30/18:30 | 神奈川県 | 横浜アリーナ (TAKUYA∞生誕祭)                     |
| 2017年12月25日(木) | 17:30/18:30 | 東京都   | 日本武道館 (UVERworld Premium LIVE on Xmas 2017) |
| 2017年12月30日(土) | 17:30/18:30 | 福岡県   | マリンメッセ福岡                                 |
| 2017年12月31日(日) | 16:00/17:00 | 福岡県   | マリンメッセ福岡                                 |